# Francia en los Juegos Paralímpicos de Geilo 1980
Francia estuvo representada en los Juegos Paralímpicos de Geilo 1980 por un total de 21 deportistas, 19 hombres y dos mujeres.

## Medallistas
El equipo paralímpico francés obtuvo las siguientes medallas:
| Nombre          | Deporte        | Evento                            |
| --------------- | -------------- | --------------------------------- |
| Oro             |                |                                   |
| Bernard Baudéan | Esquí alpino   | Eslalon gigante 2B masculino      |
| Plata           |                |                                   |
| Gérard Vandel   | Esquí de fondo | 5 km distancia corta 2A masculino |
| Bronce          |                |                                   |
| Rémy Arnod      | Esquí alpino   | Eslalon 2A masculino              |